# Anything Once!
Anything Once! és un curtmetratge mut de la Hal Roach Studios potser dirigit per Hal Yates i F. Richard Jones i protagonitzat per Mabel Normand, en una de les seves darreres aparicions, i James Finlayson. Es va estrenar el 2 de gener de 1927.

## Argument
Senyora De Puyster ha organitzat un ball en el qual espera que l'atractiu príncep Chevallier anunciarà el seu compromís amb ella. Per tal que sigui perfecte envia a fer un nou vestit. Més tard, el príncep observa a través d'una finestra com Mabel, que cus el vestit, treballa i els dos festegen. Mabel aprèn que el príncep anirà a un ball i decideix prendre en préstec el vestit que està cusint i presentar-s'hi. Allà aconsegueix enamorar el príncep i quan és desemmascarada el príncep la segueix i li demana que es casi amb ell. Ella li diu que s'ho ha de guanyar i ell li fa un petó.

## Repartiment
- Mabel Normand (Mabel)
- James Finlayson (cap de Mabel)
- Max Davidson (Granville)
- Leo White (cirurgià francès)
- Theodore von Eltz (príncep Chevalier)
- Nora Hayden (Mrs. De Puyster)
- Gustav von Seyffertitz (canceller Gkerkin)